# Olympische Winterspiele 1968/Bob – Zweierbob (Männer)
Der Zweierbob der Männer bei den Olympischen Winterspielen 1968 in Grenoble bestand aus vier Läufen, von denen zwei am 8. und zwei am 11. Februar 1968 ausgetragen wurden. Austragungsort war die Bobbahn L’Alpe d’Huez. Am Start waren 44 Teilnehmer aus 11 Ländern. Olympiasieger wurden die Italiener Eugenio Monti und Luciano De Paolis mit einer Gesamtzeit von 4:41,54 Minuten. Horst Floth und Pepi Bader aus der Bundesrepublik Deutschland hatten dieselbe Gesamtzeit wie die Italiener holten aber aufgrund der schlechteren besten Einzelzeit die Silbermedaille vor den Rumänen Ion Panțuru und Nicolae Neagoe, die die Bronzemedaille gewannen.

## Titelträger
| Olympiasieger | Anthony Nash Robin Dixon ( Vereinigtes Königreich) | Innsbruck 1964   | 4:21,90 min |
| Weltmeister   | Erwin Thaler Reinhold Durnthaler ( Österreich)     | Alpe d’Huez 1967 | 1:55,54 min |

## Ergebnisse
| Rang | Athleten                                         | Nation             | Lauf 1     | Lauf 1 | Lauf 2     | Lauf 2 | 1. Tag     | 1. Tag | Lauf 3     | Lauf 3 | Lauf 4     | Lauf 4 | Gesamt     |
| Rang | Athleten                                         | Nation             | Zeit (min) | Rang   | Zeit (min) | Rang   | Zeit (min) | Rang   | Zeit (min) | Rang   | Zeit (min) | Rang   | Zeit (min) |
| ---- | ------------------------------------------------ | ------------------ | ---------- | ------ | ---------- | ------ | ---------- | ------ | ---------- | ------ | ---------- | ------ | ---------- |
| 001  | Eugenio Monti Luciano De Paolis                  | Italien            | 1:10,13    | 1      | 1:10,72    | 2      | 2:20,85    | 1      | 1:10,64    | 2      | 1:10,05    | 1      | 4:41,54    |
| 002  | Horst Floth Pepi Bader                           | BR Deutschland     | 1:10,76    | 5      | 1:10,43    | 1      | 2:21,19    | 2      | 1:10,20    | 1      | 1:10,15    | 2      | 4:41,54    |
| 003  | Ion Panțuru Nicolae Neagoe                       | Rumänien           | 1:10,20    | 2      | 1:11,62    | 6      | 2:21,82    | 3      | 1:11,31    | 7      | 1:11,33    | 4      | 4:44,46    |
| 004  | Erwin Thaler Reinhold Durnthaler                 | Österreich         | 1:11,27    | 7      | 1:11,26    | 3      | 2:22,53    | 6      | 1:10,72    | 3      | 1:11,88    | 7      | 4:45,13    |
| 005  | Anthony Nash Robin Dixon                         | Großbritannien     | 1:10,57    | 3      | 1:11,60    | 5      | 2:22,17    | 4      | 1:11,77    | 8      | 1:11,22    | 3      | 4:45,16    |
| 006  | Paul Lamey Robert Huscher                        | Vereinigte Staaten | 1:11,30    | 8      | 1:11,54    | 4      | 2:22,84    | 7      | 1:11,04    | 6      | 1:12,15    | 9      | 4:46,03    |
| 007  | Wolfgang Zimmerer Peter Utzschneider             | BR Deutschland     | 1:12,36    | 15     | 1:11,94    | 8      | 2:24,30    | 11     | 1:10,77    | 4      | 1:11,33    | 4      | 4:46,40    |
| 008  | Max Kaltenberger Fritz Dinkhauser                | Österreich         | 1:11,34    | 9      | 1:12,15    | 9      | 2:23,49    | 8      | 1:11,00    | 5      | 1:12,14    | 8      | 4:46,63    |
| 009  | Jean Wicki Hans Candrian                         | Schweiz            | 1:10,60    | 4      | 1:11,72    | 7      | 2:22,32    | 5      | 1:12,01    | 10     | 1:12,65    | 13     | 4:46,98    |
| 010  | René Stadler Max Forster                         | Schweiz            | 1:11,60    | 10     | 1:12,74    | 15     | 2:24,34    | 13     | 1:12,36    | 12     | 1:12,46    | 11     | 4:49,16    |
| 011  | Howard Clifton Michael Luce                      | Vereinigte Staaten | 1:12,10    | 14     | 1:12,18    | 10     | 2:24,28    | 10     | 1:11,88    | 9      | 1:13,15    | 15     | 4:49,31    |
| 012  | Rinaldo Ruatti Sergio Mocellini                  | Italien            | 1:11,80    | 11     | 1:12,29    | 12     | 2:24,09    | 9      | 1:13,27    | 17     | 1:12,95    | 14     | 4:50,31    |
| 013  | José María Palomo José Manuel Pérez              | Spanien            | 1:11,97    | 12     | 1:12,60    | 13     | 2:24,57    | 14     | 1:14,34    | 20     | 1:12,25    | 10     | 4:51,16    |
| 014  | Rolf Höglund Börje Hedblom                       | Schweden           | 1:12,77    | 19     | 1:13,17    | 18     | 2:25,94    | 17     | 1:12,62    | 14     | 1:12,63    | 12     | 4:51,19    |
| 015  | John Blockey Mike Freeman                        | Großbritannien     | 1:12,06    | 13     | 1:12,25    | 11     | 2:24,31    | 12     | 1:13,79    | 19     | 1:13,17    | 16     | 4:51,27    |
| 016  | Bertrand Croset Henri Sirvain                    | Frankreich         | 1:12,36    | 15     | 1:12,79    | 16     | 2:25,15    | 15     | 1:12,35    | 11     | 1:13,78    | 20     | 4:51,28    |
| 017  | Eugenio Baturone Maximiliano Jones               | Spanien            | 1:12,76    | 18     | 1:14,30    | 19     | 2:27,06    | 19     | 1:12,81    | 15     | 1:11,67    | 6      | 4:51,54    |
| 018  | Carl-Erik Eriksson Eric Wennerberg               | Schweden           | 1:12,75    | 17     | 1:12,69    | 14     | 2:25,44    | 16     | 1:12,84    | 16     | 1:13,41    | 17     | 4:51,69    |
| 019  | Purvis McDougall Bob Storey                      | Kanada             | 1:13,89    | 20     | 1:12,80    | 17     | 2:26,69    | 18     | 1:13,68    | 18     | 1:13,73    | 19     | 4:54,10    |
| 020  | Gérard Christaud-Pipola Jacques Christaud-Pipola | Frankreich         | 1:11,24    | 6      | 1:34,47    | 20     | 2:45,71    | 20     | 1:12,49    | 13     | 1:13,47    | 18     | 5:11,67    |
| DNF  | Romeo Nedelcu Gheorghe Maftei                    | Rumänien           | –          | DNF    | -          | -      | -          | -      | -          | -      | -          |        |            |
| DSQ  | Hans Gehrig Harry Goetschi                       | Kanada             | –          | DSQ    | –          | –      | –          | –      | –          | –      | –          |        |            |